# Auckland International 2000
Die Auckland International 2000 im Badminton fanden Mitte August 2000 statt.

## Die Sieger und Platzierten
| Disziplin    | Gold                            | Silber                              | Bronze                         |
| ------------ | ------------------------------- | ----------------------------------- | ------------------------------ |
| Herreneinzel | Geoffrey Bellingham             | Nick Hall                           | Jarrod King                    |
| Herreneinzel | Geoffrey Bellingham             | Nick Hall                           | John Gordon                    |
| Dameneinzel  | Rhona Robertson                 | Miyo Akao                           | Rebecca Gordon                 |
| Dameneinzel  | Rhona Robertson                 | Miyo Akao                           | Rayoni Head                    |
| Herrendoppel | Geoffrey Bellingham Chris Blair | John Gordon Daniel Shirley          | Luke O'Connor-Chen Byron Smith |
| Herrendoppel | Geoffrey Bellingham Chris Blair | John Gordon Daniel Shirley          | Nick Hall Jarrod King          |
| Damendoppel  | Tammy Jenkins Rhona Robertson   | Rayoni Head Kate Wilson-Smith       | Renee Flavell Gabriel Shirley  |
| Damendoppel  | Tammy Jenkins Rhona Robertson   | Rayoni Head Kate Wilson-Smith       | Nicole Gordon Rebecca Gordon   |
| Mixed        | Daniel Shirley Tammy Jenkins    | Geoffrey Bellingham Rhona Robertson | Justin Keen Renee Flavell      |
| Mixed        | Daniel Shirley Tammy Jenkins    | Geoffrey Bellingham Rhona Robertson | John Moody Gabriel Shirley     |